# David Collins (aviron)
Pour les articles homonymes, voir David Collins et Collins.
David Collins, né le 12 octobre 1969 à Thousand Oaks, est un rameur d'aviron américain.

## Carrière
David Collins participe aux Jeux olympiques de 1996 à Atlanta et remporte la médaille de bronze avec le quatre sans barreur poids légers américain composé de Jeff Pfaendtner, Marc Schneider et William Carlucci.